# Utrecht Science Park/Bilthoven
Utrecht Science Park/Bilthoven (USPB, ook Antonie van Leeuwenhoek-terrein (ALt), RIVM-terrein) is een wetenschapspark in de Nederlandse plaats Bilthoven met onderzoeksinstellingen op het gebied van de volksgezondheid. Het werkt samen met Utrecht Science Park/De Uithof in de gemeente Utrecht. Het is een beveiligd terrein met gecontroleerde toegang.
Het terrein is ontstaan doordat in 1953 het RIVM gehuisvest werd aan de Antonie van Leeuwenhoeklaan. Het terrein was eigendom van het Rijksvastgoedbedrijf en is geprivatiseerd door de Tijdelijke projectdirectie Antonie van Leeuwenhoekterrein (PD ALT) van het ministerie van VWS. In 2014 is het terrein voor 48,7 miljoen euro overgenomen van de overheid door Bilthoven Biologicals en werd het RIVM een van de huurders. Het valt onder Poonawalla Science Park BV en is hernoemd tot Utrecht Science Park/Bilthoven.

## Instellingen
Op het terrein bevinden zich de volgende instellingen:
- RIVM
- Intravacc
- Bilthoven Biologicals
- Micreos
- Cipla
- Cogem